# Inode
inode (вимовляється айнод чи інод; також індексний дескриптор) — структура даних на традиційних Unix-подібних операційних системах. inode зберігає усю інформацію про звичайний файл, директорію чи будь-який інший об’єкт файлової системи за винятком самих даних та імені.

## Деталі
Файлові системи ґрунтуються на структурах даних, що містять тільки інформацію про файли, без самого тіла файлу. Це поняття називається метаданими — інформацією про інформацію. Кожен файл зв’язаний зі своїм inode, що ідентифікується за певним номером (який називають і-номером чи інодом). 
inode зберігають таку інформацію про файли і каталоги, приналежність користувачу, режим доступу (дозволи на читання запис та виконання) і тип файлу. В багатьох файлових системах максимальна кількість інодів зафіксована на етапі проектування, що обмежує максимальну кількість можливих файлів. Зазвичай під іноди виділяється 1% від загального об’єму ФС.
і-номер є покажчиком на елемент таблиці інодів, що зберігається у визначеному місці ФС. Знаючи цей номер, ядро операційної системи може отримати доступ до відповідного айноду, а отже і до вмісту файлу. 
Імена файлів і каталоги:
- іноди не зберігають імена файлів, тільки їхні метадані;
- каталоги Unix — це список взаємозв’язаних структур, кожна з яких включає по одному імені файлу і айнод;
- драйвер ФС має здійснити пошук для певного імені файлу і тоді перетворити його на відповідний і-номер.

## Опис inode в POSIX
На опис файлових систем у POSIX сильно вплинули традиційні ФС Unix. Тому звичайні файли повинні мати наступні атрибути:
- розмір файлу в байтах;
- ідентифікатор пристрою (вказує пристрій, на якому знаходиться файл);
- ідентифікатор користувача;
- ідентифікатор групи;
- режим файлу, що визначає власника файлу, його групу та режим доступу;
- часова мітка, що вказує дату останньої модифікації файлу;
- лічильник посилань, що вказує кількість жорстких посилань, що вказують на даний inode;
- вказівники на блоки диску, де зберігається вміст файлу;

## Зноски
1. ↑  Tanenbaum, Andrew S. (2007). Modern Operating Systems (3rd ed.) (англійською) . Pearson. с. 279. ISBN 978-0136006633.